# جوزف بویدن
جوزف بویدن (زاده ۳۱ اکتبر، ۱۹۶۶) یک رمان‌نویس و نویسنده داستانهای کوتاه کانادایی است که اصلیتش ایرلندی- اسکاتلندی است. وی هم چنین ادعا دارد که از تبار بومی‌ها می‌باشد که این ادعا بسیار شبهه انگیز است. بویدن بیشتر به خاطر نوشتن در مورد اقوام اولیه کانادا مشهور می‌باشد. جاده سه روزه یک رمان در مورد دو سرباز سرخپوست است که هنگام جنگ جهانی اول در ارتش کانادا در حال خدمت هستند. این داستان از زندگی فرانسیس پگاه ماگابو اهل اوجیبوا، تک تیرانداز خارق‌العاده جنگ جهانی اول، الهام گرفته شده‌است. دومین رمان بویدن، از میان صنوبرهای سیاه می‌باشد که به زندگی ویل، پسر یکی از شخصیت‌های داستان جاده سه روزه می‌پردازد. سومین رمان از سه‌گانه خانوادگی برد، در سال ۲۰۱۳ به نام اورندا منتشر شد.

## آثار

### رمان
- ۲۰۰۵ جاده‌ی سه‌روزه|جادهٔ سه‌روزه]]، مترجم: محمد جوادی، نشر مروارید، چاپ سوم
- ۲۰۰۸ از میان صنوبرهای سیاه، مترجم: محمد جوادی، نشر افراز، چاپ سوم
- ۲۰۱۳ اورندا]]، مترجم: محمد جوادی، نشر مروارید، چاپ دوم
- ۲۰۱۶ ونجک مترجم: محمد جوادی، نشر کتابه‌سرای تندیس، چاپ دوم

مجموعه داستان
- ۲۰۰۱ متولد شده با یک دندان مترجم: محمد جوادی، نشر کتابه‌سرای تندیس، چاپ اول

## جوایز و افتخارات
- ۲۰۰۷ نامزد جایزه ایمپک دوبلین[۳]
- ۲۰۰۸ برنده جایزه گیلر[۴]
- ۲۰۱۳ نامزد جایزه گیلر[۵]